# もっと もっと…
「もっと もっと…」は、1995年2月8日にEpic/Sony Recordsからリリースされた篠原涼子の5枚目のシングル。小室哲哉プロデュースにより篠原涼子 with t.komuro名義で発表されている。

## 解説
- 前作の「恋しさと せつなさと 心強さと」まではEpic/Sony Records内に設立された東京パフォーマンスドールのプライベートレーベルCha-DANCEよりリリースされていたが、1994年9月に篠原は東京パフォーマンスドールを卒業したため、今作からEpic/Sony Recordsよりリリースとなった。
- 累計売上は62.3万枚（オリコン調べ）。
- 表題曲の「もっと もっと…」は、篠原本人が出演したマンダム「トリーティア ハーブ in ウォーター」のCMソングに使用された。
- 小室哲哉は「「恋しさと せつなさと 心強さと」よりもこの曲の方が気に入っている」と語っている。また、「恋しさと せつなさと 心強さと」がロングヒットしたためリリースの間が長かったので、「もっと矢継ぎ早に出していたらもっとヒットしていたかもしれない」とも語っている。
- ギターを担当した葛城哲哉は小室から「土臭く、アメリカン・ロックの雰囲気で弾いて」と注文を受け、葛城は自身の好みを元に弾いた[1]。

## 収録曲
1. もっと もっと… [6:00]
作詞・作曲：小室哲哉／編曲：小室哲哉、久保こーじ
マンダム「トリーティア ハーブ in ウォーター」CMソング
2. 夏の日 [4:27]
作詞：小室哲哉／作曲・編曲：久保こーじ
3. もっと もっと…（オリジナルカラオケ）[5:59]

## 収録アルバム
もっと もっと…
- オリジナル・アルバム『Lady Generation 〜淑女の世代〜』（1995年8月21日）
- ベスト・アルバム『Sweets-Best of Ryoko Shinohara-』（1997年11月1日）
- コンピレーション・アルバム『ARIGATO 30 MILLION COPIES -BEST OF TK WORKS』（2000年3月23日）
- コンピレーション・アルバム『TETSUYA KOMURO ARCHIVES “K”』（2018年6月27日）

夏の日
- オリジナル・アルバム『Lady Generation 〜淑女の世代〜』（1995年8月21日）

## カバー
- 華原朋美 - カバーアルバム『MEMORIES 3 -Kahara Back to 1995-』（2015年）に収録[2]。